# Eliodoro Lombardi
Eliodoro Ignazio Lombardi (Trapani, 5 aprile 1834 – Palermo, 16 marzo 1894) è stato un poeta e scrittore italiano.

## Biografia
Studia nel seminario di Mazara, diventa docente di letteratura italiana nell'Università di Palermo, per il suo impegno fu detto il poeta della Rivoluzione.
L'esecuzione di Nicolò Garzilli, a Palermo nel 1850, segnò profondamente la sua vita, di pensatore e di poeta.
Abbandona gli studi di giurisprudenza, per dedicarsi all'accademia dei versi improvvisati, che gli consentì di esprimere il suo credo politico, nei principali teatri siciliani.

Appassionato cantore del Risorgimento italiano, dal 1860 al 1866 è con Garibaldi, dalla presa di Palermo a Condino, dove viene gravemente ferito al petto.
Col poemetto Calatafimi celebrò la Rivoluzione del 1860. Così commenta Mario Rapisardi: «Questo tuo Calatafimi più che poesia mi par musica, affettuosa insieme e solenne. Il tema, presentato maestrevolmente, si adorna di dolci ed eleganti armonie, si riaffaccia in sempre nuovi atteggiamenti melodici, si nasconde fra il lusso di cento leggiadre fiorettature, ascende alla piena espressione della sua forza, e poi mano mano si smorza in misterioso sussurro, che si spegne in un tremolio che si prolunga nell'anima. È poesia che fa rimembrare e sognare» (cfr. F. P. Natale-Montalbano, Eliodoro Lombardi. Vita ed opere (Studio), op. cit., pag. 34.)
Il 9 marzo del 1894, durante una lezione sul Dante, viene colpito da una congestione cerebrale. È sepolto nel cimitero di Santa Maria dei Rotoli a Palermo.
Una è la meta, uno è il cammino! 

Un sole istesso ci scalda — a tutti 

Una è la terra che da i suoi frutti.»
(Ode Guido il volontario di Eliodoro Lombardi)

## Opere

Calatafimi, 1891 - Collezione Francesco Paolo Frontini

- Francesco Paolo Perez / discorso di Eliodoro Lombardi - [S.l. - dopo il 1845]
- Esame critico del dottor Lorenzo Casaccio sulle poesie improvvisate in quest'aula pretoria il 17 giugno 1854 / dal d. R Ignazio Lombardi - Palermo - 1854
- Inno/Parole di Eliodoro Lombardi/Musica di G. Miceli//Palermo 24. Novembre 1891 Originale - Palermo
- Al pontefice re : canto / di Eliodoro Lombardi - Torino - 1861
- Melodie canti italici e visioni / di Eliodoro Lombardi - Milano - 1862
- Prologo all'epopea del pensiero / di Eliodoro Lombardi - Brescia - 1863
- Massimo d'Azeglio : discorso / Eliodoro Lombardi - Cremona - 1866
- Carlo Pisacane e la spedizione di Sapri : poemetto di Eliodoro Lombardi - Firenze - 1867.[3]
- La Maddalena e l'Italia / del professore Eliodoro Lombardi - Ascoli Piceno - 1867
- Norina : versi / di Eliodoro Lombardi - Palermo - 1872
- L'ombra del Tasso alle feste di Donizetti / Eliodoro Lombardi - Bergamo - 1875
- Due pecetti di Lionardo da Vinci / discorso letto da Eliodoro Lombardi - Verona - 1878
- Del dramma serio in Italia considerato nei suoi rapporti col movimento scientifico e politico degli italiani : discorso del prof. Eliodoro Lombardi letto a Verona per l - Verona Padova - 1878 (online)
- Delle attinenze storiche fra scienza ed arte in Italia : Medioevo e Rinascimento / Eliodoro Lombardi - Bergamo - 1879
- Il bombardamento di Alessandria / versi di Eliodoro Lombardi - Palermo - 1882
- Nozze Parisi-Orlando : versi di Eliodoro Lombardi - Palermo - 1883
- Sul monumento alle tredici vittime del quattro aprile / ode di Eliodoro Lombardi - Palermo - 1883
- Canti / Eliodoro Lombardi; con prefazione del prof. Francesco Guardione - Roma - 1884 (online)
- La spedizione di Sapri : poemetto epico-lirico / di Eliodoro Lombardi - Milano - Sonzogno - 1885
- Poesie scelte edite ed inedite / Eliodoro Lombardi - Palermo - 1886
- Per la commemorazione del 12 gennaio 1848 : discorso di Eliodoro Lombardi pronunziato nel Politeama Garibaldi di Palermo il 12 gennaio 1887 - Palermo - 1887
- Del processo evolutivo nella letteratura : Prolusione al Corso di letteratura italiana nella r. Universita di Palermo, letta il Giorno 5 dicembre 1887 - PalermoStamp. Carini - 1888 (
- Sulla tomba di Caterina Valenti : Parole pronunziate nel d 28 aprile 1888 - Palermo - 1888
- Studi critici / Eliodoro Lombardi - Palermo - 1889
- Ai superstiti di Calatafimi : poemetto lirico / Eliodoro Lombardi; Ed. Virzì, Palermo 1891
- Natura e umanità : canti di Eliodoro Lombardi / con prefazione del professore Eugenio Colosi - Napoli - 1894
- Tirza, dramma lirico in quattro atti / versi di Eliodoro Lombardi; musica del di lui fratello Francesco Lombardi. Teatro Carcano stagione di primavera 1897 - Milano: Lombardi, Francesco, [1897] (online)